# Sisyrinchium macranthum
Sisyrinchium macranthum är en irisväxtart som beskrevs av August Heinrich Rudolf Grisebach. Sisyrinchium macranthum ingår i släktet gräsliljor, och familjen irisväxter. Inga underarter finns listade i Catalogue of Life.